# Zarinsk
Zarinsk (in russo Заринск?) è una città della Russia di circa 48.000 abitanti, situata sulla riva destra del fiume Čumyš, capoluogo del rajon Zarinskij.
La città è situata a 100 chilometri da Barnaul e sorge sul luogo dove nel XVII secolo fu fondato il villaggio di Sorokino (in russo Сорокино?), cresciuto in seguito allo sviluppo industriale fino ad ottenere lo status di città nel 1979.

## Geografia
Zarinsk si trova a nord dell'altopiano di Biysk-Chumysh, sul fiume Čumyš (affluente del fiume Ob'), a 100km a nord-est di Barnaul. Si trova sulla linea ferroviaria della Siberia meridionale.

### Clima
A Zarinsk prevale il clima continentale, caratterizzato da inverni freddi e lunghe ed estati calde e brevi. La media delle precipitazioni piovose annuale è di 435mm.

## Storia
Zarinsk fu creato il 29 Novembre 1979 dalla fusione dell'insediamento di Zarinsk e del centro distrettuale di Sorokin. Al momento della sua fondazione Zarinsk ospitava diverse organizzazioni amministrative ed economiche. Venne inoltre costruita una fabbrica di mattoni, una fabbrica di birra, una scuola a tre piani, un cinema chiamato "Mir"(mondo), una biblioteca, un asilo, una casa della cultura, un ospedale veterinario, negozi e un parco culturale e ricreativo che aveva delle giostre e una pista da ballo. Una dopo l'altra vennero costruite 12 case nel centro della città e nel 1962 venne installata una conduttura dell'acqua. 
La costruzione della linea ferroviaria della Siberia meridionale venne ultimata nel 1953 e di conseguenza entrò in servizio una stazione ferroviaria chiamata Zarinsk. In seguito nel 1958 l'insediamento ricevette il grado di villaggio di lavoro e nel 1961 fu completata la costruzione della seconda linea ferroviaria (fu anche elettrificata) e nello stesso anno fu costruito un ponte sul fiume Čumyš. 
Nel marzo del 1968 fu approvato lo sviluppo del progetto di costruzione di un impianto di lavorazione del coke (un residuo solido del carbone) di Altaj della compagnia "Altaj-coks"). Nell'autunno del 1971 venne redatto e concordato il piano generale e nell'estate del 1977 iniziò la sua costruzione (terminata nel 1984). 
Il decreto N°1398 del governo russo del 29 luglio 2014 ha incluso il distretto di Zarinsk nell'elenco delle città russe sotto la categoria di "città a rischio di deterioramento socioeconomico".

## Governo locale
L'organo rappresentativo del governo locale è l'assemblea comunale dei deputati eletti dagli abitanti del territorio del distretto urbano. Vengono eletti a suffragio universale con voto segreto per una durata di 4 anni. Il capo della città è eletto tra i deputati dell'assemblea comunale.

## Economia
La compagnia "Altaj-coks" è ben stabilita nel settore della produzione di svariati prodotti del carbone, benzene e solfato di ammonio. Il numero dei suoi lavoratori è di circa 3.500 persone e l'azienda esporta il 70% dei suoi prodotti in: India, Germania, kazakistan, Ungheria, Slovacchia.

## Luoghi di interesse
•Museo di storia locale di Zarinsk
•La casa della cultura "Stroitel'" (il costruttore)
•Monumento agli accordi con L'Afghanistan
•La casa della cultura "Del Nord"
•Memoriale della gloria della grande vittoria
•La chiesa dell'ascensione